# Brownliella
Brownliella is een geslacht van korstmossen behorend tot de familie Teloschistaceae. De typesoort is Brownliella aequata.

## Geslachten
Volgens Index Fungorum telt het geslacht twee soorten (peildatum december 2023):
| Soortnaam           | Auteur(s)                                                                  | Publicatiejaar |
| ------------------- | -------------------------------------------------------------------------- | -------------- |
| Brownliella aequata | (Zahlbr.) S.Y. Kondr., Kärnefelt, Elix, A. Thell & Hur                     | 2013           |
| Brownliella kobeana | (Nyl.) S.Y. Kondr., Kärnefelt, A. Thell, Elix, Jung Kim, A.S. Kondr. & Hur | 2015           |